# Chloropsis kinabaluensis
Verdinho-do-bornéu ou verdim-de-bornéu (Chloropsis kinabaluensis) é uma espécie de ave da família Chloropseidae.
Pode ser encontrada nos seguintes países: Indonésia e Malásia.
Os seus habitats naturais são: regiões subtropicais ou tropicais húmidas de alta altitude.